# Палочки для Васькиного барабана
«Палочки для Васькиного барабана» — книга Владислава Крапивина, вышедшая в 1965 году в Свердловском книжном издательстве и включающая пять рассказов и две повести. Произведения были написаны в 1962—1963 годах.  
В 2013 году «Издательский дом Мещерякова» переиздал сборник в оригинальном виде.

## Содержание
В книге описываются «привязанности, ссоры, проказы игры» детей, мальчиков и девочек, в возрасте от шести до двенадцати лет. 
Книга начинается с «крошечной» повести «Палочки для Васькиного барабана», давшей название сборнику. Второклассник Васька Снегирёв, к которому старшие ребята относятся с издёвкой , отправляется в поход и становится барабанщиком вопреки «проискам ехидного мальца Леха». Он остаётся один у костра без спичек и сухих веток, и, чтобы огонь не погас, Ваське приходится пожертвовать ценными для него барабанными палочками. В рассказе «Звезды пахнут полынью» мальчик Тоник мечтает прыгнуть с парашюта с пятидесятиметровой вышки, однако ему не разрешают из-за маленького веса; наконец, инструктор Женька вроде бы разрешает, но удерживает мальчика в последний момент, объясняя, что ему нельзя и что он сделал главное – преодолел страх, так как решился прыгнуть. В рассказе «Львы приходят на дорогу» мальчик Серёжа ждет на лесной поляне, что придут добрые львы (сильные не могут быть злыми). В рассказе «Капитаны не смотрят назад» Алёша часто встречает теплоход «Рахманинов» и машет рукой его капитану; в один день ему это сделать не удаётся, поскольку приходится проехать на велосипеде больше тридцати километров, чтобы помочь людям. Мальчик по прозвищу Уголёк в повести «Белый щенок ищет хозяина» мужественно переживает различные «невзгоды и злоключения» и находит Белого щенка. 
| Название                        | Дата написания | Страницы |
| ------------------------------- | -------------- | -------- |
| Палочки для Васькиного барабана | 1963           | 6—43     |
| Крепость в переулке             | 1962           | 44—50    |
| Подкова                         | 1962           | 51—64    |
| Звёзды пахнут полынью           | 1963           | 65—83    |
| Львы приходят на дорогу         | 1962           | 84—93    |
| Капитаны не смотрят назад       | 1963           | 94—131   |
| Белый щенок ищет хозяина        | 1962           | 132—230  |

## Критика
Писатель С. Баруздин посчитал книгу «большой удачей»; по его словам,  первая повесть c самого начала оказывается достоверной с точки зрения психологии, показывает, что автор разбирается в «ребячьей душе». Баруздин охарактеризовал повествование как «забавное, смешное». По мнению критика, автор постоянно участвует в происходящем, в реальности занимая позицию «мудрого друга» и «старшего товарища», который шутит над героями и даже насмехается или иронизирует над ними. Для взрослого читателя, по мнению Баруздина, заметно редкое сочетание в авторе художника и педагога. В повести «Белый щенок ищет хозяина» критик отметил простоту и емкость авторского слога; книга включает разнообразные вещи и совмещает в себе веселье и грусть, серьёзность и забавы. В двух повестях критик посчитал наиболее удачными «веселые, забавные» моменты, поскольку шутка и юмор позволяют реализовать замысел с художественной и педагогической точек зрения. Баруздин положительно оценил более серьезные, по его мнению, рассказы «Подкова» и «Львы выходят на дорогу», однако увидел в этих произведениях (и в большей степени в рассказах «Крепости в переулке», «Звёзды пахнут полынью» и «Капитаны не смотрят назад») оттенок рационалистичности, что лишает рассказы «обаяния непосредственности».     
Поэт и журналист Н. Щёголев в рецензии написал, что книга выделяется на фоне «улыбательно-назидательной» литературы: в ней детское восприятие мира совмещается с «ненавязчивой» педагогикой. Это воспитание, по мнению критика, ориентировано на человечность, храбрость, совестливость и ответственность,  направлено против формализма и карьеризма. Как считал Щеголёв, в книге чаще всего показаны решающие моменты, когда герои постигают жизнь, извлекают жизненные уроки, совершают поступки, связанные с взрослением. Так, критик отмечал, что второклассник Васька из повести «Палочки для Васькиного барабана» сначала кажется немного тщеславным, но затем понимает, что просто барабанить по любому поводу недостаточно: в критической ситуации он действует правильно и самоотверженно, когда спасает костер с помощью барабанных палочек; ради коллектива герой «подавил в себе личное, мелкое…». По мнению критика, это одна из основных идей произведения. Рассказ «Звезды пахнут полынью» критик считал поэтическим. В центре рассказа три «сильных и стойких» героя, которые мечтают о «небесных рейсах»; Тоник осознает, что важнее «правильно жить на…земле». По мнению Щёголева, Алёша из рассказа «Капитаны не смотрят назад»  предстает мечтателем, для которого значим романтический ритуал встречи теплохода и его капитана; однажды он помогает людям и понимает, что «отвлеченная "бригантинская" романтика» не так важна, как то, что жизнь проходит «в движении, в работе». Согласно критику, несмотря на некоторые недочёты, автору удалось рассмотреть недетские вопросы в форме книги для детей. Щёголев положительно оценил авторское стремление дополнить повседневную жизнь романтикой. По мнению Щёголева, характеры мальчиков показаны лучше, чем характеры девочек, «ярче и резче», а характеры девочек «тусклее и неопределенней». Иногда в книге «тонкие…окольные» приемы, свойственные художнику, уступают место «проповеди прописных истин» от лица педагога.
Положительно о сборнике отозвался К. Чуковский, который посчитал книгу «очень хорошей, свежей и талантливой» и отметил драматизм рассказов. Писатель похвалил знание Крапивиным детской психологии и счёл лучшим рассказ «Подкова», где автор раскрыл сложную тему «без фальши и ошибки». Чуковский выделил романтический рассказ «Львы приходят на дорогу», а также «Палочки для Васькиного барабана», «Капитаны не смотрят назад». Писатель отметил мастерство автора в описании особенностей «грубоватой, но выразительной» речи школьника в возрасте от 8 до 12 лет. Чуковский обратил внимание на лаконичность и точность языка, поэтичность в изображении природы, прежде всего леса, а также мастерство автора в построении сложного и разнопланового сюжета («Белый щенок ищет хозяина»). Писатель посчитал мелкими недостатками длинные названия произведений, что, по его мнению, выглядит «навязчиво» и «провинциально», и некоторую затянутость «Белого щенка…».  
По мнению критика Л. Белой, автор «незримо» находится рядом с героями, когда они проходят через испытания. Так, с помощью автора Васька поступает благородно и приобретает «любовь и доверие старших» товарищей, а Тоник отваживается прыгнуть на парашюте. По мнению литературоведа И. Сергиенко, в таких произведениях, как «Капитаны не смотрят назад» и «Звезды пахнут полынью», Крапивин пытался наметить образ героя, впоследствии получивший название «крапивинские мальчики».